# 24 Stunden mit Gaspar
24 Stunden mit Gaspar (Originaltitel: 24 Jam Bersama Gaspar) ist ein indonesischer Kriminalthriller aus dem Jahr 2023, basierend auf dem gleichnamigen Roman von Sabda Armandio. Die Uraufführung des Films fand am 6. Oktober 2023 im Rahmen der 28. Ausgabe des Busan International Film Festival statt. Am 14. März 2024 nahm der Streamingdienst Netflix den Film weltweit in sein Angebot auf.

## Handlung
Es ist das Jahr 2032, und der Verfall der indonesischen Stadt Jakarta schreitet ebenso schnell voran wie ihr sozialer Zusammenbruch. Armut, Ungerechtigkeit, Korruption und von der Regierung organisierte Säuberungsaktionen gegen Teile der Bevölkerung sind der ideale Nährboden für eine blühende und kaltblütige kriminelle Unterwelt.
Gaspar, ein hartgesottener Privatdetektiv, untersucht einen Fall von Massengräbern und verfolgt die Spur eines Menschenhandelssyndikats. Dabei stößt er auf neue Informationen über das Verschwinden von Kirana, einer Kindheitsfreundin von Gaspar, das ihn seit 23 Jahren beschäftigt. Die Hinweise führen ihn schließlich zu Wan Ali, der ein Juweliergeschäft betreibt und mit Kiranas Verschwinden in Verbindung steht und eine Menge Dreck am Stecken hat.
Gaspar bringt eine Gruppe von Leuten zusammen, von denen manche noch eine Rechnung mit Wan Ali offen haben, und will sich mit ihrer Hilfe rächen und die Wahrheit über Kiranas Schicksal aufdecken. Doch viel Zeit bleibt ihm nicht, denn aufgrund einer angeborenen Dextrokardie und dem kürzlichen Ausfall einer Hilfsvorrichtung droht ihm innerhalb von 24 Stunden der Tod.

## Besetzung und Synchronisation
Die deutschsprachige Synchronisation entstand nach dem Dialogbuch von Ulrike Lau und Peer Pfeiffer sowie unter der Dialogregie von Klaus-Peter Grap durch die Synchronfirma Iyuno-SDI Group Germany in Berlin.
| Rolle             | Schauspieler       | Synchronsprecher |
| ----------------- | ------------------ | ---------------- |
| Gaspar            | Reza Rahadian      | Florian Clyde    |
| Gaspar (11 Jahre) | Ali Fikry          | Toni Wegewitz    |
| Agnes             | Shenina Cinnamon   | Magdalena Höfner |
| Kik               | Laura Basuki       | Luisa Wietzorek  |
| Njet              | Kristo Immanuel    | Alexander Gaida  |
| Yadi              | Sal Priadi         | Bernhard Völger  |
| Bu Tati           | Dewi Irawan        | Almut Zydra      |
| Wan Ali           | Iswadi Pratama     | Roland Hemmo     |
| Kirana            | Shofia Shireen     | Milena Rybiczka  |
| Babaji            | Landung Simatupang | Helmut Gauß      |
| Nurida            | Eka Tioda          | Wicki Kalaitzi   |
| Dok               | Thomas Henning     | Julien Haggège   |

## Auszeichnungen und Nominierungen
| Jahr | Auszeichnung                                   | Kategorie                   | Für                                   | Resultat  | Ref.  |
| ---- | ---------------------------------------------- | --------------------------- | ------------------------------------- | --------- | ----- |
| 2023 | Busan International Film Festival – Ausgabe 28 | Kim Jiseok Award            | Yosep Anggi Noen                      | Nominiert | [ 5 ] |
| 2023 | Indonesian Film Festival – Ausgabe 43          | Bester Film                 | Cristian Imanuell & Yulia Evina Bhara | Nominiert | [ 6 ] |
| 2023 | Indonesian Film Festival – Ausgabe 43          | Beste Regie                 | Yosep Anggi Noen                      | Nominiert | [ 6 ] |
| 2023 | Indonesian Film Festival – Ausgabe 43          | Beste Nebendarstellerin     | Dewi Irawan                           | Nominiert | [ 6 ] |
| 2023 | Indonesian Film Festival – Ausgabe 43          | Bestes adaptiertes Drehbuch | M. Irfan Ramli                        | Gewonnen  | [ 6 ] |
| 2023 | Indonesian Film Festival – Ausgabe 43          | Bestes Szenenbild           | Ahmad „Mbah“ Zulkarnaen               | Nominiert | [ 6 ] |
| 2023 | Indonesian Film Festival – Ausgabe 43          | Beste visuelle Effekte      | Naradhipa                             | Nominiert | [ 6 ] |
| 2023 | Indonesian Film Festival – Ausgabe 43          | Bester Ton                  | Wahyu Tri Purnomo & LH Aim Adi Negara | Nominiert | [ 6 ] |
| 2023 | Indonesian Film Festival – Ausgabe 43          | Beste Filmmusik             | Ricky Lionardi                        | Nominiert | [ 6 ] |
| 2023 | Indonesian Film Festival – Ausgabe 43          | Bestes Kostümdesign         | Hagai Pakan                           | Nominiert | [ 6 ] |